# Cotesia subancilla
Cotesia subancilla är en stekelart som först beskrevs av Balevski 1980.  Cotesia subancilla ingår i släktet Cotesia och familjen bracksteklar. Inga underarter finns listade i Catalogue of Life.